# King and Queen (beeldhouwwerk)

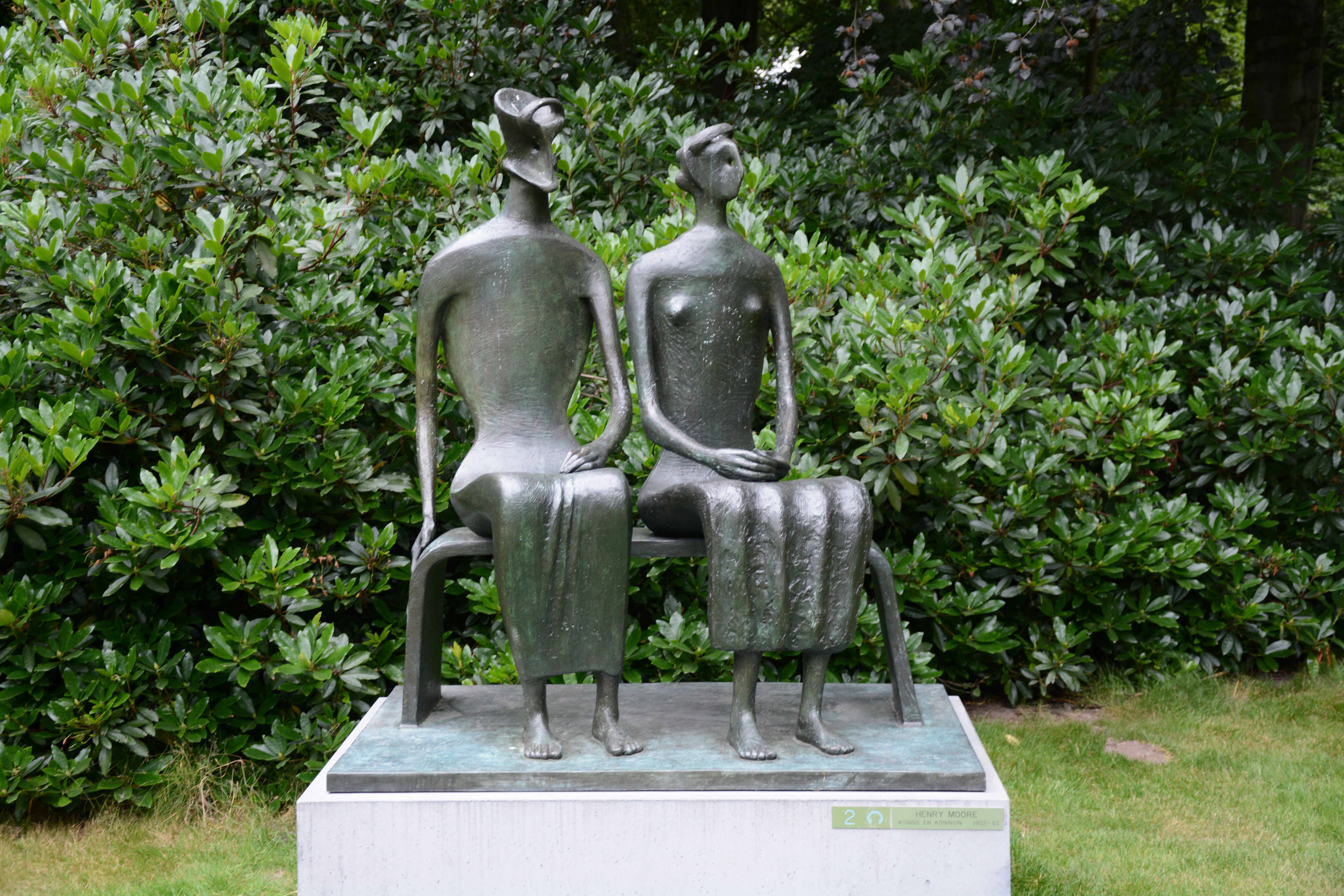
Koning en koningin in Middelheimmuseum, Antwerpen

King and Queen (LH 350) is een bronzen sculptuur van de Britse kunstenaar Henry Moore, ontworpen in 1952. Het toont twee figuren, een man en een vrouw, die naast elkaar op een bank zitten, beide een beetje naar links kijkend. Het is het enige beeld van Moore dat een paar volwassen figuren voorstelt. Moore's aantekeningen suggereren dat het oorspronkelijk bekend stond als Two Seated Figures .
Tien bronzen afgietsels van de 27 centimeter hoge maquette werden gegoten in 1952. Vijf bronzen afgietsels van de 164 centimeter hoge sculptuur werden gemaakt in 1953, een zesde afgietsel in 1957 en een zevende in de jaren 1980. Daardoor werd een editie van "5+2" gecreëerd (vijf te koop en twee kunstenaarskopieën). De afgietsels worden bewaard in het Middelheimmuseum, het Glenkiln Sculpture Park (niet meer zichtbaar), het Hirshhorn Museum and Sculpture Garden, het Norton Simon Museum, de Tate Gallery, het Japanse MOA Museum of Art en de Henry Moore Foundation.

## Maquettes
Moore vertelde jaren na de creatie dat het werk geïnspireerd was door dubbele beelden van mannelijke en vrouwelijke figuren uit het oude Egypte en door sprookjes die hij zijn dochter Mary voorlas. Kunstcritici suggereerden banden met de aantreding van Elizabeth II in 1952 en vonden een opvallend vergelijkbare foto van Moore die naast zijn vrouw Irina zit. De foto dateert uit circa 1952 en toont Moore die één vuist op zijn schoot gebald heeft en de andere hand op de arm van de sofa houdt. Irina zit naast hem met haar vingers in elkaar gestrengeld.
Het werk is gebaseerd op voorlopige tekeningen van zittende figuren uit de late jaren 1940. Moore raakte geïnspireerd door te spelen met stukken was. Dat leidde in 1952 tot een eerste maquette. Hij creëerde eerst een bebaard hoofd met een kroon die de "koning" werd, daarna de vrouwelijke "koningin" en de bank. De koning had een gebalde vuist en de voeten waren slechts vaag uitgewerkt. De maquette toonde een smal vierkanten frame achter de figuren, die de ruimte definieerde, en herinnerde aan soortgelijke frames die Alberto Giacometti bijvoorbeeld gebruikte in zijn The Nose and The Cage, en de frames die herhaaldelijk werden gebruikt in de schilderijen van Francis Bacon, zoals zijn Three Studies of the Male Back. De 27 centimetere hoge maquette werd later in een editie van tien bronzen gegoten (LH 348). Exemplaren werden bij Sotheby's in 2001 verkocht voor £ 531.500, bij Christie's in 2010 voor meer dan US $ 2,8 miljoen, en bij Sotheby's in 2016 voor £ 1,1 miljoen.
Een kopie van de maquette werd gemaakt in gips, maar daarvan bestaan enkel nog fragmenten. Het werd gebruikt om het beeld op te schalen tot een volledig gipsen werkmodel, Maquette for King and Queen 1952–3. Anthony Caro maakte een terracottamodel van de koninginfiguur op schaal 3:4, die in een oplage van vijf in brons werd gegoten, zoals Seated Figure 1952–3 (LH 345).

## Beschrijving
Het beeld op ware grootte is 165 centimeter hoog. Het beeldt twee figuren af, een man en een vrouw, naast elkaar zittend op een bank, beide een beetje naar links kijkend. De vorsten zitten alsof ze naar een stoet kijken die voorbijtrekt. Ze hebben de voeten vast op de grond. Twee loodrecht op elkaar geplaatste schijven vormen de beenderachtige hoofden, een schijf in profiel en een schijf die het achterhoofd vormt. De ogen zijn een doorboring van de profielschijf. De ringvormige kroon is met het hoofd vergroeid. De beenderachtige, fossiel- en schelpvormen zoeken aansluiting bij de harde duurzame vorming in de natuur. 
De mannelijke figuur links is iets groter en breder en zit iets verder naar achteren. Hij heeft twee hoekige kaaklijnen die richting een prominente kin wijzen. Daar komen de twee lijnen samen met een derde lijn samen die de neus markeert, met uitgeholde wangen en ooggaten tussen de neusrug. Er is een halfronde lus op de bovenkant van het hoofd, als een kroon. De figuur heeft smalle armen, met één hand in de schoot en de andere op de bank. De brede, afgeplatte romp is weinig uitgewerkt en is waarschijnlijk gekleed. De benen zijn grotendeels bedekt door een gevouwen tuniek, met enkels en blote voeten zichtbaar, voeten rustend op de grond. De holle rug van de figuur is ingesneden met verticale lijnen die een ruggengraat oproepen.
De vrouwelijke figuur rechts zit in een vergelijkbare houding. Ze heeft een soortgelijk afgeplat gezicht met doorboorde oogopening maar geen prominente kaaklijn. Er zijn ingesneden wimpers rond het gat aan de linkerkant van het gezicht. Reliëf aan de achterkant van het hoofd suggereert samengebracht haar, en een lus over het hoofd suggereert een diadeem of tiara. De figuur heeft een soortgelijk afgeplat lichaam, maar met twee gewelfde borsten. Haar dunne armen leiden naar handen die op de schoot van de figuur worden samengevouwen. Ze draagt ook een tuniek, met plooien die de benen grotendeels bedekken.
In het uiteindelijke model besteedde Moore speciale aandacht aan handen. Hij gebruikte onder meer de handen van zijn vrouw Irina en zijn zes jaar oude dochter Mary als modellen. Moore's assistent Alan Ingham poseerde als model voor de voeten van de koningsfiguur. Het hoofd van de koninginfiguur werd drie keer herwerkt voordat Moore tevreden was. In het laatste werk liet Moore het vierkante kader achter de figuren in de maquette achterwege. Hij zei dat het hen op keepers bij een voetbalwedstrijd deed gelijken.

## Afgietsels
Moore voltooide een model in gips op ware grootte in 1953. Het werd gegoten in de Art Bronze Foundry in Londen, met behulp van de verloren wastechniek om stukken te maken die vervolgens aan elkaar werden gelast, om een editie van 4 + 1 te creëren (vier te koop en een exemplaar van een artiest). Een vijfde genummerd afgietsel en een tweede kunstenaarskopie werden later gegoten.
Het eerste volledige afgietsel van het beeld werd tentoongesteld op de Tweede Biënnale voor Beeldhouwkunst in het Middelheimpark in Antwerpen in 1953. De afmetingen van het werk zijn 170 x 150 x 95 centimeter. Het werd gekocht door de stad Antwerpen en staat nog steeds in het Middelheimpark. De aankoop was indertijd controversieel en gebeurde nog voor het moment dat Moore het beeld voltooid had. Sinds 2007 maakt het beeld deel uit van de Vlaamse topstukken. Daardoor geniet het omwille van zijn artistieke waarde bescherming.
Het tweede afgietsel werd in 1954 gekocht door Sir William Keswick en geïnstalleerd op zijn landgoed in Glenkiln in Kirkcudbrightshire, op een rots met uitzicht over Glenkiln Loch. Het maakte vroeger deel uit van het Glenkiln Sculpture Park. Dit afgietsel werd in 1995 onthoofd maar later gerestaureerd.
Een derde afgietsel werd tentoongesteld in de Curt Valentin Gallery in New York, werd gekocht door Joseph H. Hirshhorn en bevindt zich sindsdien in het Hirshhorn Museum and Sculpture Garden in Washington, DC.
Een vierde afgietsel werd tentoongesteld in de Leicester Galleries in Londen in februari 1954. De reacties waren gemengd omdat sommigen een probleem hadden met de mengeling van figuratieve en abstracte elementen. Robert Melville beschreef het werk in 1954 als "Moore's beste prestatie sinds de oorlog, en waarschijnlijk het meest sierlijke van al zijn werken". Het werd gekocht door krantenredacteur David Astor en tentoongesteld in zijn huis in St John's Wood. In 1976 werd het verkocht aan het Norton Simon Museum of Art in Pasadena.
Een vijfde afgietsel werd in 1957 gemaakt voor de Tate Gallery, dat het kon kopen met fondsen geschonken door Associated Rediffusion. Het beeld kwam begin 1959 aan. De afmetingen zijn 163,5 x 138,5 x 84.5 centimeter.         
Het originele kunstenaarsexemplaar (cast 0) bevindt zich nu in de collectie van het MOA Museum of Art in Atami, Japan. Een tweede kunstenaarsexemplaar (cast 00) werd in de jaren 1980 gemaakt voor de Henry Moore Foundation en is te zien in Perry Green, Hertfordshire.

## Galerij

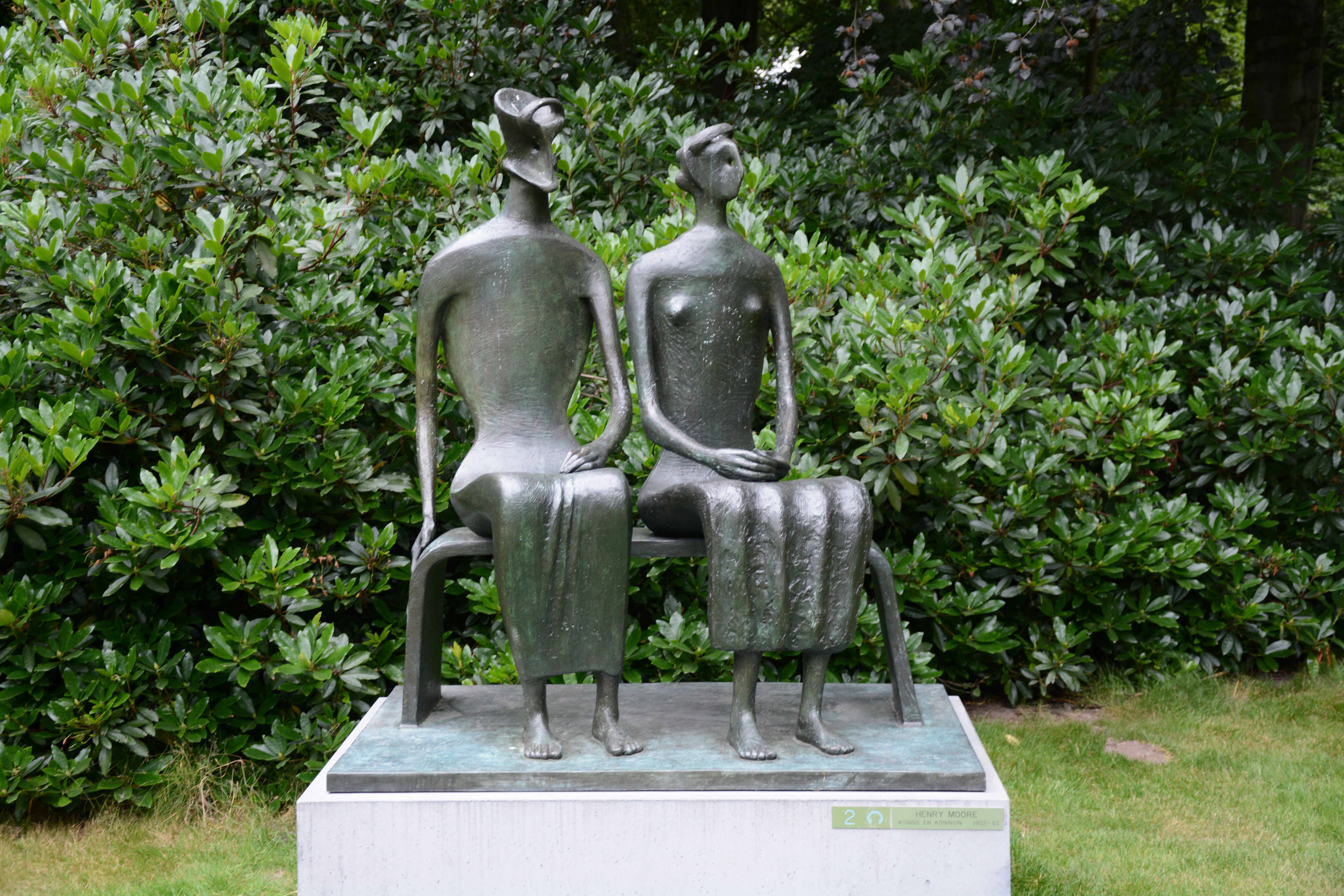
Cast 1, MiddelheimMuseum
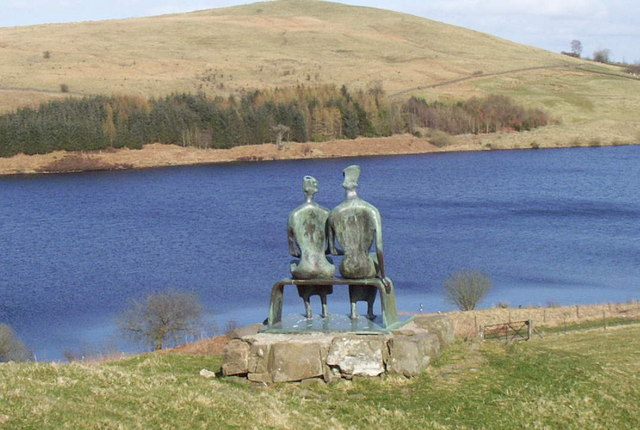
Cast 2, Glenkiln Sculpture Park
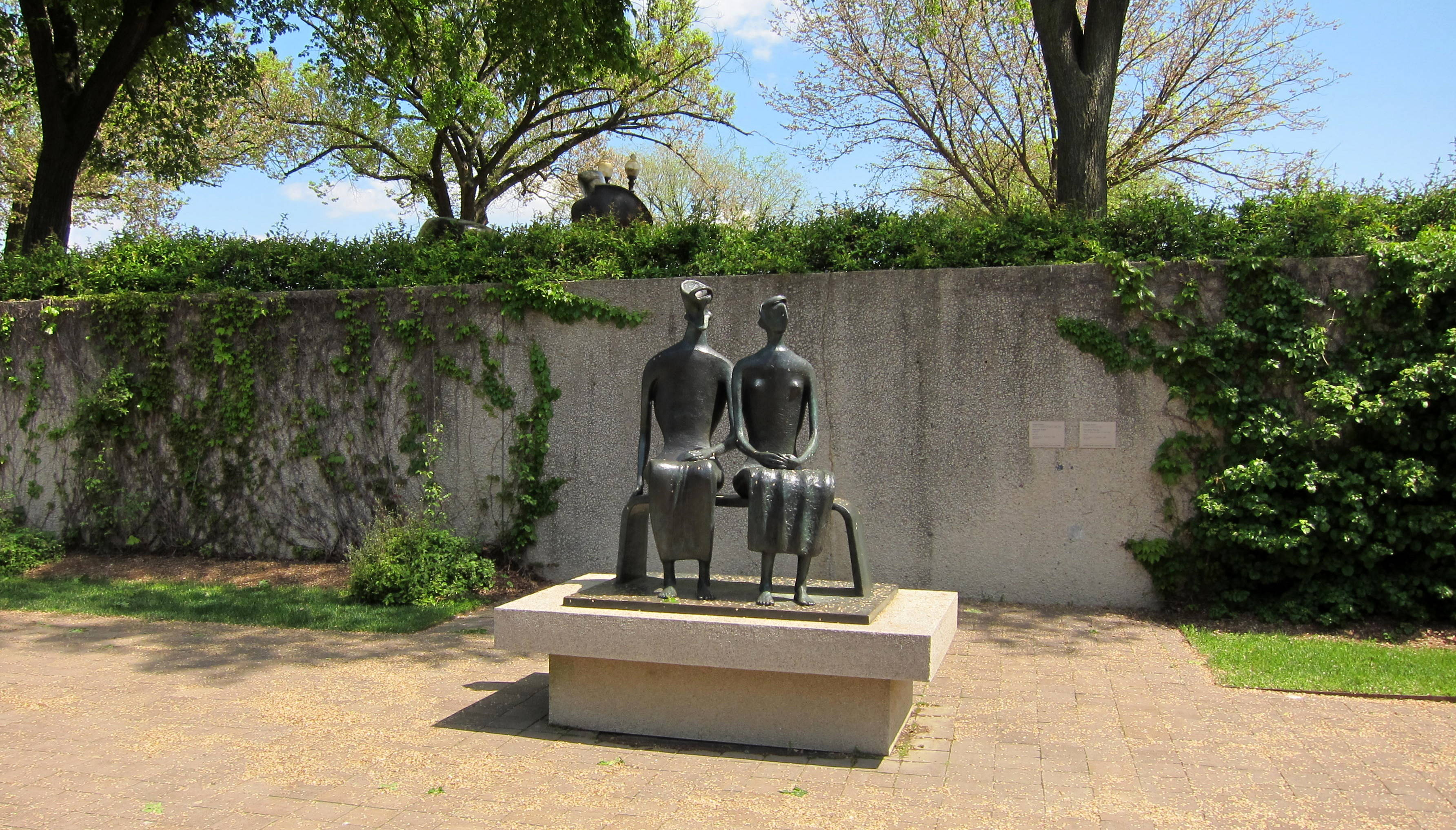
Cast 3, Hirshhorn Museum and Sculpture Garden
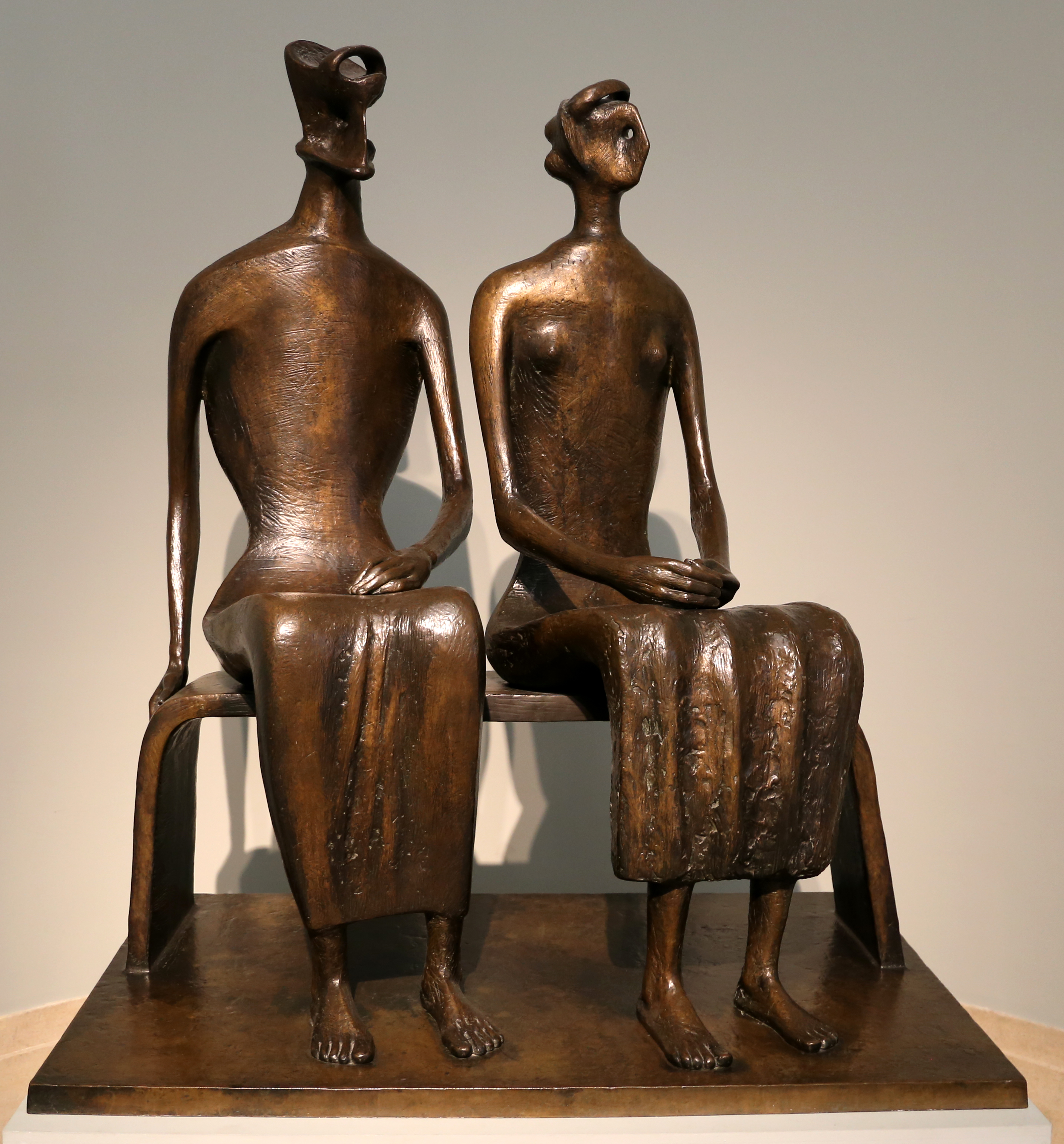
Cast 5, Tate Gallery